# Norman Borlaug
Norman Ernest Borlaug (Cresco, 25 maart 1914 – Dallas, 12 september 2009) was een Amerikaans agronoom en Nobelprijswinnaar. Hij wordt ook wel de vader van de groene revolutie genoemd. In 1970 ontving hij de Nobelprijs voor de Vrede voor zijn bijdrage aan de wereldvrede dankzij verbeterde voedselproductie. Hij is een van zeven mensen die naast deze Nobelprijs ook de Medal of Freedom en de Congressional Gold Medal hebben gewonnen (de andere zes zijn Dr. Martin Luther King Jr., Elie Wiesel, Nelson Mandela, Aung San Suu Kyi, professor Muhammad Yunus en Moeder Teresa).
Borlaug studeerde genetica en fytopathologie aan de Universiteit van Minnesota, waar hij in 1942 zijn Ph.D. haalde. Daarna nam hij een baan als landbouwkundig onderzoeker in Mexico. Hier ontwikkelde hij nieuwe tarwerassen die meer resistent tegen ziekten waren, en meer opbrengst leverden. Hij introduceerde deze nieuwe tarwes samen met andere moderne landbouwtechnieken in Mexico, Pakistan en India. Als gevolg hiervan werd Mexico in 1963 een groot exporteur van tarwe. Tussen 1965 en 1970 werden de tarweoogsten in India en Pakistan bijna verdubbeld. Door toepassing van dezelfde techniek steeg de rijstoogst in China en Indonesië explosief. Deze toename van voedsel wordt de Groene Revolutie genoemd. "Norman Borlaug heeft meer levens gered dan wie dan ook in de geschiedenis”, zei Josette Sheeran, directeur van het Wereldvoedselprogramma (WFP) van de Verenigde Naties. 
Borlaug heeft ook geholpen deze methoden voor voedselproductie te introduceren in Azië en Afrika. Hij voerde lange tijd campagne voor het gebruik van zijn methoden en biotechnologie in de strijd tegen de honger in de wereld. Zijn werk stuitte echter op kritiek van onder anderen milieuactivisten.
In 1986 richtte Borlaug de World Food Prize op ter erkenning van mensen die zich inzetten voor de verbetering van de kwaliteit en kwantiteit van de hoeveelheid voedsel in de wereld.
Borlaug overleed op 95-jarige leeftijd aan de gevolgen van kanker.
De premier van India, Manmohan Singh, en de president van India, Pratibha Patil, brachten bij zijn overlijden hulde aan Borlaug: "Het leven en de prestaties van Borlaug getuigen van de verregaande bijdrage die het reusachtige intellect, de volharding en de wetenschappelijke visie van één man kunnen leveren voor de vrede en de vooruitgang van de mens".
De Voedsel- en Landbouworganisatie van de Verenigde Naties (FAO) beschreef Borlaug als "een vooraanstaande wetenschapper wiens werk zich kan meten met dat van de andere grote wetenschappelijke weldoeners van de mensheid in de 20e eeuw" en Kofi Annan, voormalig secretaris-generaal van de Verenigde Naties, zei: "Terwijl we Dr. Borlaug gedenken, vieren we ook het lange en productieve leven dat zijn prestaties mogelijk hebben gemaakt voor zoveel miljoenen mensen over de hele wereld... we zullen geïnspireerd blijven door zijn blijvende toewijding aan de armen, behoeftigen en kwetsbaren van onze wereld".